# Aschenstein
Der Aschenstein ist ein 944 m ü. NHN hoher Berg in der vorderen Höhenkette des Bayerischen Wald auf der Gemarkung Hilgenreith über der Ortschaft Zenting. Der Name des Berges leitet sich von Esche ab und bedeutet somit Eschenstein.
Da bekanntere Gipfel wie der Brotjacklriegel oder der Geißlstein in unmittelbarer Umgebung liegen, wird der unscheinbare Aschenstein wenig besucht. Auf seinen Felsgipfel mit kleinem Gipfelkreuz und einer Jagdhütte führt kein markierter Wanderweg, doch ist er weglos vom Geißlstein aus schnell erreichbar. Da die Südseite mittlerweile zugewachsen ist, gibt es nun keine Aussicht mehr.
Auf einer Erhebung zwischen Aschenstein und Geißlstein befindet sich ein mit einem Kreuz versehener Aussichtsfelsen. Die damals noch namenlose Erhebung wurde vom Gemeinderat Zenting in der Sitzung vom 7. Dezember 2009 Kleiner Aschenstein benannt. Auf dem 913 m ü. NHN hohen Kleinen Aschenstein gibt es ein kleines Gipfelkreuz und ein Gipfelbuch. Die Aussicht vom Gipfel gilt als überraschend schön. Nach Süden öffnet sich der Blick über das gesamte Dreiburgenland mit Thurmansbang und Zenting, bei Föhneinfluss reicht die Sicht bis zur Gipfelkette der Nördlichen Kalkalpen vom Dachstein bis zur Zugspitze. Aufgrund des kurzen Anstiegs von Daxstein, Haunstein, Bärndorf, Winden oder Fradlberg wird der Geißlstein häufig besucht.